# Pedro Garrido y Durán
Pedro Garrido y Durán fue un abogado español y gobernador de las Provincias de Sonora y Sinaloa. Natural de Ágreda, España. En 1785 había sido nombrado asesor de la comandancia general de Provincias Internas, durante una licencia concedida al licenciado Galindo, y en seguida fue secretario. Desempeñó el cargo de gobernador intendente de Sonora y Sinaloa el 30 de octubre de 1787 al 6 de junio de 1789.
A Garrido Durán, le correspondió organizar la intendencia conforme a lo establecido en la Real Ordenanza de 1786. Dicha ordenanza mandaba que los diferentes partidos de la intendencia (o sea en las jurisdicciones antes llamadas provincias), nombrára subdelegados que sustituyeran a los antiguos alcaldes mayores. En atención a ello se establecieron once subdelegaciones en los territorios bajo su jurisdicción: San Antonio de la Huerta, Cieneguilla, Ostimuri, Álamos, El Fuerte, Culiacán, Sinaloa, Copala, Maloya, Cosalá y El Rosario. 
Los subdelegados habrían de obrar como justicias en sus respectivos partidos y podían nombrar tenientes y comisarios en los pueblos. La función judicial en las diversas localidades fue de la exclusiva competencia de estos funcionarios. Se les mandó que eso lo hicieran patente sobre todo en las misiones, donde muchas veces los ministros religiosos disponían por su cuenta que fueran castigados los indios que cometían alguna falta. Esto logró que existieran fricciones entre las nuevas autoridades y los misioneros.
Los subdelegados tenían también la encomienda de favorecer el desarrollo de las actividades productivas, de acuerdo con las instrucciones que diera el intendente. Sin embargo lograron hacer poco ya que hubo escasez de recursos. Los subdelegados no percibían sueldo alguno lo cual hacia poco atractivo el puesto, lo que causó que muchas veces fueron nombradas para ejercerlo personas con escasa aptitud. Aunque ciertos subdelegados a quienes se encargó la administración de receptorías auxiliares de impuestos obtuvieron algunos beneficios personales.
El gobierno de Garrido fue desatendido en lo relativo a obras públicas, logrando solo edificar una cárcel y una pequeña presa en Arizpe, la cual edificó con el impuesto al mezcal. En otras poblaciones de la intendencia los trabajos en obras públicas se redujeron casi esencialmente al arreglo de los caminos.
Volvió a la Secretaría de la Comandancia General, fue juez de Ventas y Composiciones de Tierras, subdelegado de Correos, nuevamente estuvo al frente del Gobierno en octubre de 1789, pasó a la tesorería de la Real Hacienda y seguía en Arizpe en 1796.